# Ambra Lo Faro
Ambra Lo Faro, nota anche con lo pseudonimo di Mafy (Piacenza, 23 aprile 1991), è un'attrice e cantante italiana.

## Biografia
Nata a Piacenza in una famiglia di musicisti di origini siciliane, inizia a cantare a quattro anni a manifestazioni musicali e all'età di otto anni partecipa a Bravo Bravissimo Club di Mike Bongiorno. Prende parte alle pubblicità di Mulino Bianco, Ace, Santal e Giovanni Rana.
Dal 2005 arriva il suo primo ruolo: interpreta Mafalda nella serie della Disney Quelli dell'intervallo, fino al 2008, che le porta notorietà. Ricopre lo stesso ruolo anche nei sequel Quelli dell'intervallo in vacanza, Fiore e Tinelli, nel 2008 e nel 2010 Quelli dell'Intervallo Cafe.
Consegue il diploma al liceo scientifico "Lorenzo Respighi" di Piacenza, si diploma in violino presso il conservatorio Giuseppe Nicolini e si laurea in ingegneria meccanica al Politecnico di Milano, sempre nella sede di Piacenza. Inoltre è polistrumentista: oltre al violino suona anche il pianoforte. 
Nel 2008 partecipa ai Disney Channel Games per rappresentare l'Italia, programma trasmesso su tutti i Disney Channel del mondo. Partecipa inoltre a Passa il piatto.
Ha pubblicato un album per la casa discografica EMI/Virgin, dal titolo Un giorno speciale, molto amato dalla critica per i suoi sound sperimentali per l'epoca. Ha cantato la sigla de Il mondo di Patty e con questo indizio è stata ospite al programma trasmesso su Rai 1 Soliti ignoti - Identità nascoste. Ha fatto parte del musical de Il mondo di Patty e in seguito del film. Ha anche aperto e chiuso i concerti di Jesse McCartney nel suo tour in Italia nel 2006, tutt'ora sono amici.
Nel 2011 partecipa insieme a Ruggero Pasquarelli al programma Cartoon Magic, mentre nel 2014 canta la sigla italiana della serie anime Ragazze di successo. Nello stesso anno si esibisce per Quincy Jones a Los Angeles. Ha inoltre doppiato Thelma Fardin nella telenovela uruguaiana Dance! La forza della passione.
In seguito alla laurea, nonostante il progressivo ritiro dalle scene televisive e il suo lavoro di ingegnere, continua a portare avanti la sua passione canora e per la musica, sul web e a livello locale. È particolarmente apprezzata nel Piacentino. Conduce anche un proprio podcast su varie piattaforme a proposito di canto, personalità della musica e generi musicali chiamato Lato B. 

## Filmografia

### Televisione
- Bravo bravissimo club, (1999)
- Quelli dell'intervallo, vari registi (dal 2005 al 2008)
- Quelli dell'intervallo in vacanza, (2008)
- Disney Channel Games, (2008)
- Passa il piatto, (2008)
- Fiore e Tinelli, regia di Lucia Minati e Giovanni Zola (2007) - 1 episodio
- Quelli dell'Intervallo Cafe, (2010)
- Cartoon Magic, (2011)

### Teatro e cinema
- Il mondo di Patty - Il musical più bello, (2009/2010) - Teatro
- Il mondo di Patty - La festa al cinema, (2010) - Cinema

## Discografia

### Album
- Un giorno speciale, 2007 (Virgin)

### Singoli e collaborazioni
- La festa è intorno a noi, Cheetah Girls 2 (2006)
- Un angolo nel cuore, nei CD Il mondo di Patty - La storia più bella e Il mondo di Patty - La storia più bella... continua (2008)
- Sì o no, Ragazze di successo (2014)